# Istituto di ricerca medica sulle malattie infettive dell'esercito degli Stati Uniti
L'istituto di ricerca medica sulle malattie infettive dell'esercito degli Stati Uniti (USAMRIID in inglese, acronimo di United States Army Medical Research Institute of Infectious Diseases) è il principale centro americano per la ricerca sulle contromisure da adottare in caso di guerra biologica. Si trova a Fort Detrick, un'installazione medico-militare nello stato del Maryland. Appartiene alla U.S. Army Medical Research and Development Command (USAMRDC) ed è sotto il controllo della U.S. Army.
Lo USAMRIID è l'unico laboratorio della difesa americana (Dipartimento della Difesa DoD in inglese) attrezzato per un livello di biosicurezza 4 (BLS-4).
Nelle ricerca sono impiegati scienziati sia militari sia civili per un totale di circa 750 addetti nella sede di Fort Detrick. Circa 200 di questi sono scienziati con dottorati ed esperienza in medicina clinica  e veterinaria, microbiologia, biochimica, patologia, tossicologia, biologia molecolare, immunologia e virologia.

## Storia

### Inizi
L'USAMRIID inizia la sua storia negli anni cinquanta, quando il tenente colonnello Abram S. Benenson fu nominato ufficiale di collegamento medico presso l'US Army Biological Warfare Laboratories (BWL) a Fort Detrick per supervisionare i problemi difensivi biomedici. A seguito degli immediati ottimi risultati, fu firmato un accordo per istituire gli "Studi sulla Difesa Medica Contro le Armi Biologiche", inizialmente condotti con il Corpo chimico dell'esercito degli Stati Uniti e dal Dipartimento medico dell'esercito, qui nacque il precursore dell'USAMRIID, cioè: "L'Unità medica dell'esercito (AMU)" (Army Medical Unit in inglese), al comando del colonnello William D. Tigertt.
Negli anni sessanta il comando passa al colonnello Dan Crozier. Durante il suo comando, nascono le basi dei principi moderni di biosicurezza e biocontenimento. In quegl'anni si inizia a pianificare e progettare quello che diventerà, nei successivi anni, l'attuale laboratorio dell'USAMRIID (Edificio 1425) e, soprattutto, dei suoi avanzati laboratori di biocontenimento.

### Anni settanta
Alla fine degli anni settanta le ricerche dell'USAMRIID si erano concentrate nella sviluppo di vaccini e terapie contro le febbri emorragiche argentine, coreane e boliviane, la febbre di Lassa e altre malattie esotiche che potevano rappresentare potenziali minacce per il territorio nazionale in caso di guerra biologica.
Nel 1978, l'Istituto accorse in aiuto dell'Egitto quando si verificò un grave focolaio di febbre della Rift Valley (RVF).  Grazie ai sistemi diagnostici innovativi e grazie alle ingenti scorte di vaccino dell'Istituto, è stato possibile controllare l'epidemia.
È in questi anni che l'USAMRIID si dota di particolari "camere" di contenimento trasportabili di livello di biosicurezza BLS-4, usate per trasportare in sicurezza pazienti affetti da infezioni particolarmente contagiose e potenzialmente letali. Nasce di conseguenza la squadra di pronto intervento aeromedico (AIT), capace di intervenire rapidamente in qualunque parte della superficie del pianeta per evacuare in totale sicurezza pazienti in condizioni di BSL-4.
Le tecnologie e le capacità dell'USAMRIID arrivarono a tal competenza che fu siglato un accordo con il Centers for Disease Control (CDC). L'accordo stabiliva che sarebbe stato l'USAMRIID a intervenire, in caso di gravi crisi, per ospitare le infezioni altamente contagiose.

### Anni ottanta
Negli anni ottanta partì un programma per migliorare il vaccino contro l'antrace e un altro per approfondire le conoscenze sulla fisiopatologia della malattia, essendo considerato, in quegl'anni, la principale minaccia di guerra biologica, poi improvvisamente interrotto.
Ebbero quindi inizio programmi di ricerca volti a studiare le tossine fungine tricotecene, le tossine marine e altre tossine di origine molecolare, di piccolo peso molecolare.
Nello stesso decennio, l'USAMRIID sviluppò innovativi metodi diagnostici per diversi microrganismi patogeni, a titolo di esempio la tecnologia ELISA o l'uso di anticorpi monoclonali. Nello stesso anno, l'istituto inaugura il corso: "Difesa medica contro agenti biologici", pensato come mezzo per far famigliarizzare medici, militari, infermieri e altro personale medico con i problemi che si avrebbero in caso di guerra biologica. Lo stesso corso è stato ripreso nel XXI secolo con il nome di: "Corso di gestione medica delle vittime chimiche e biologiche" (MCBC), sempre guidato da USAMRIID e dall'US Army Medical Research Institute of Chemical Defense (USAMRICD).
Nel 1985, il generale Maxwell R. Thurman, in quegli anni capo di stato maggiore dell'esercito, si preoccupò delle minacce delle armi biologiche. Thurman era particolarmente preoccupato dall'ingegneria genetica e dall'alterazione dei microrganismi. Perciò istituì un piano per espandere le ricerche condotte dall'USAMRIID, portando il budget del centro di Fort Detrick a 45 milioni l'anno.

### Anni novanta
Durante le guerre Desert Shield e Desert Storm (1990-91), USAMRIID ha collaborato con il Dipartimento della Difesa (DoD in inglese) per fornire consulenza e, in particolare, vaccini e farmaci per garantire un'efficace risposta medica alle minacce biologiche, addestrando squadre per il pronto intervento in caso si fosse concretizzata la minaccia della guerra biologica. A fine conflitto, i medici e gli ingegneri dell'USAMRIID, furono i principali gestori delle forze di ispezione della Commissione speciale delle Nazioni Unite (UNSCOM) che ha valutato le effettive capacità di guerra biologica dell'Iraq.

### Anni duemila
È all'inizio del 2000 che USAMRIID divenne il laboratorio di riferimento dell'FBI per le prove forensi relative all'incidente del bioterrorista noto anche come "Amerithrax" in cui recapitava l'antrace per mezzo di lettere. Durante un'ispezione dell'USAMRMC, condotta sette mesi dopo gli incidenti di Amerithrax, viene scoperto che il laboratorio BLS-3 era contaminato con l'antrace e che i batteri erano passati dalle aree protette dell'edificio a quelle non protette. A seguito delle indagini dell'FBI, il Dr. Bruce Ivins, già scienziato presso l'USAMRIID, fu identificato come unico colpevole dell'incidente.
Per potenziare i sistemi di sicurezza dell'Istituto, il Segretario dell'Esercito Pete Geren ordinò la creazione di una squadra di esperti medici e militari, comandata da un generale che condusse attente indagini, portando a sostanziali miglioramenti sulla sicurezza del centro, dei laboratori e dell'intera struttura, prendendo il progetto come campione per revisionare la sicurezza di tutti i laboratori di biorischio della nazione.

### Anni duemiladieci

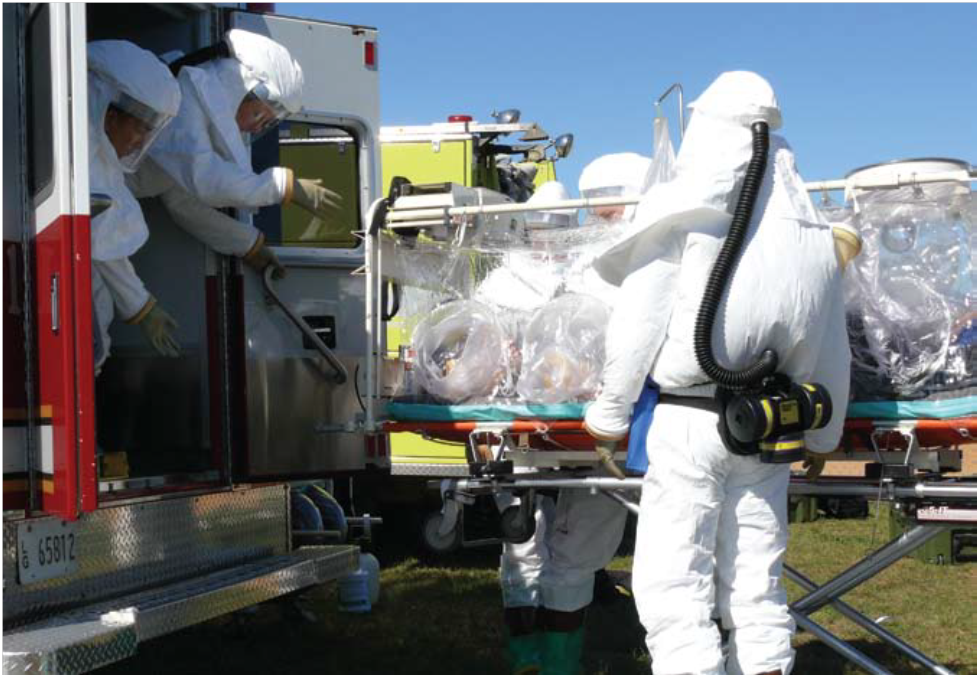
AIT, squadra di pronto intervento aeromedico con "camere" di contenimento trasportabili di livello BLS-4

È in corso di costruzione, adiacente all'edificio 1425, la nuova sede dell'USAMRIID che espanderà la capacità di ricerca e sviluppo dei prodotti di biodifesa e, soprattutto, la messa in campo di nuove tecnologie per la ricerca e lo sviluppo di vaccini, farmaci e la diagnostica. Il nuovo edificio potrà inoltre accogliere agevolmente il personale dell'USAMRIID che è quasi raddoppiato rispetto a quanto fu inaugurato l'edificio 1425.
Nell'agosto 2019, le ricerche presso USAMRIID sono state sospese a seguito di un'ispezione del CDC che avrebbe rilevato dei problemi nel rispettato degli standard di biosicurezza. Dopo interventi di adeguamento dell'infrastruttura, nel novembre 2019 è stata ripresa una ricerca limitata.

## Ricerca e sviluppo
Gli studi e le ricerche condotte dallo USAMRIID hanno permesso lo sviluppo di vaccini e contromisure biologiche per molte malattie infettive. Tra queste:
- Antrace
- Botulismo
- Peste
- Febbre emorragica Ebola
- Febbre emorragica Marburg
- Hantavirus
- Ricin tossina
- Enterotossina stafilococcica B

- Ebola Response Training Interview, Major Callanan

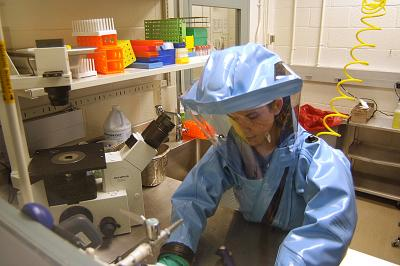
Interno del laboratorio di livello 4
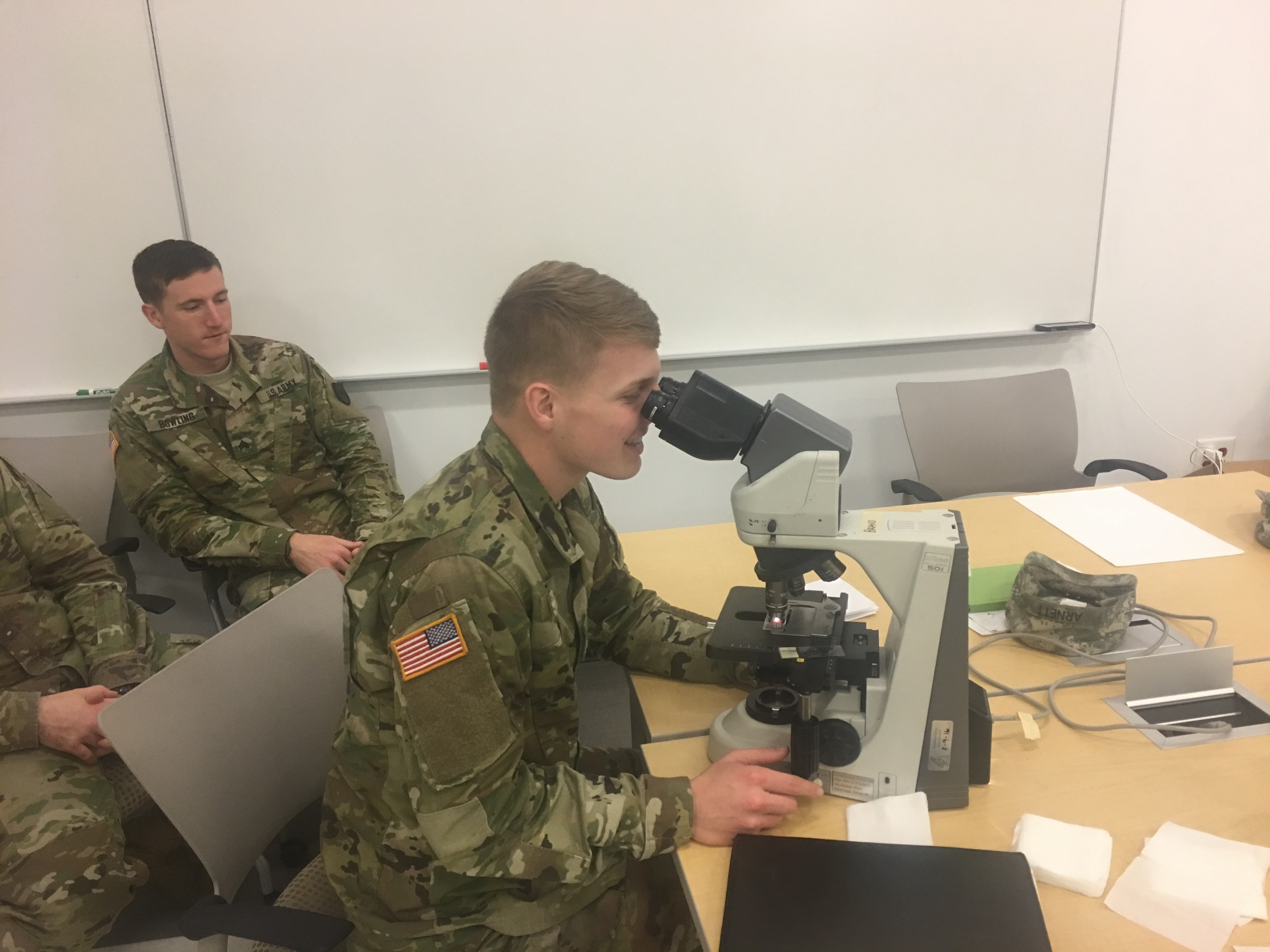
Corsi di formazione
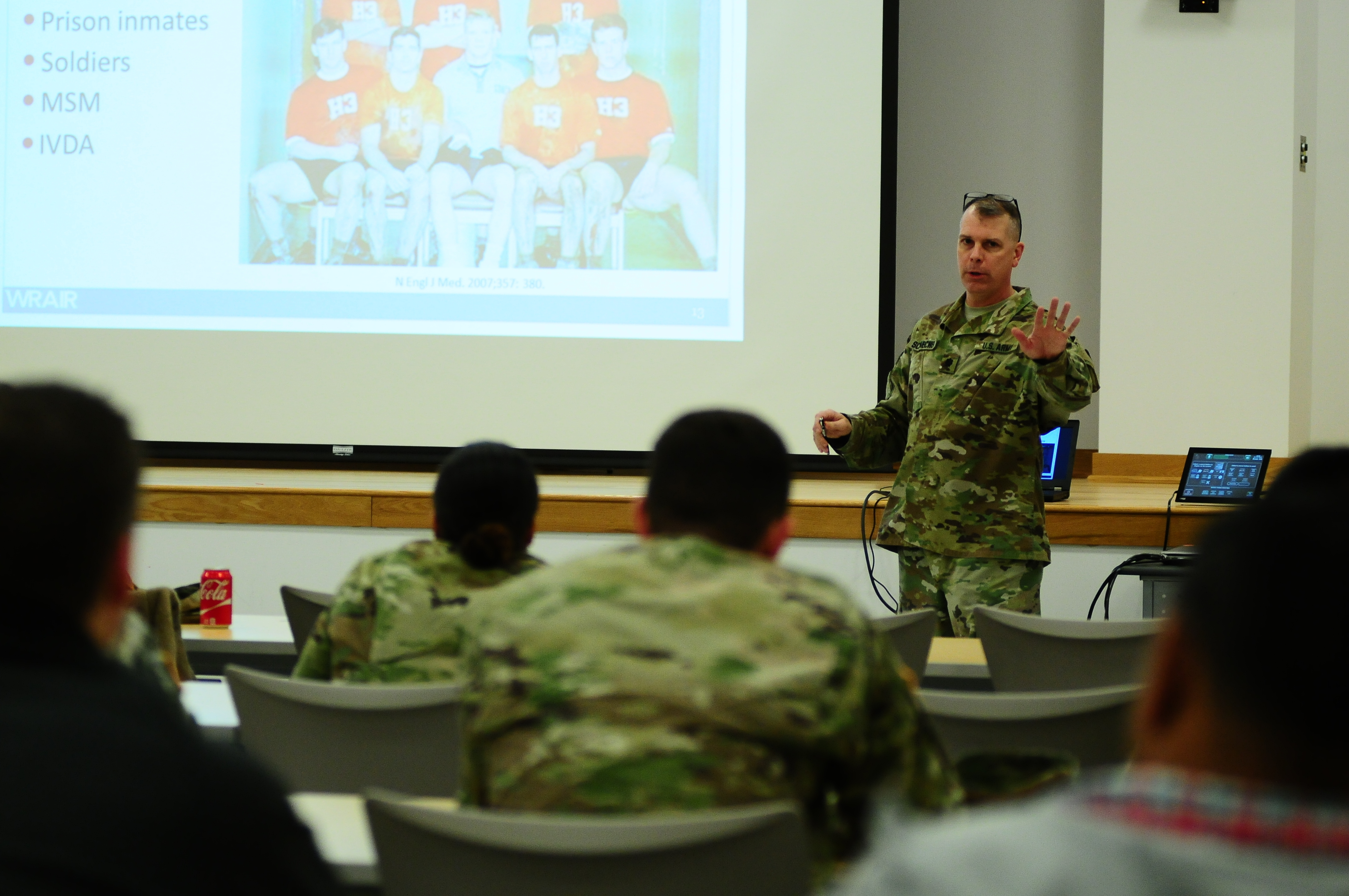
Corsi di formazione

L'USAMRIID è stata la prima bio-struttura a ricercare il ceppo Ames dell'antrace, determinato attraverso l'analisi genetica come il batterio usato negli attacchi all'antrace del 2001. Queste dettagliate e particolari ricerche, hanno in seguito portato ad avere efficaci contromisure per l'antrace.

## Sicurezza
L'USAMRIID adotta elevati standard di sicurezza e rigorosi controlli volti a evitare contaminazioni di qualunque genere. È disponibile un archivio (pubblicato sul sito dell'USAMRIID) di tutti gli incidenti o gli errori di laboratorio e dal 2010 non sono stati riscontrati sintomi o segni di alcuna malattia uscita dai laborati né tantomeno dal centro di ricerca.Il 5 agosto 2019 il New York Times riporta la notizia di un incidente che ha portato alla chiusura per alcuni mesi delle ricerche sui virus pericolosi, come per esempio Ebola.

### Report sulla sicurezza
Nel 2016 ci sono stati oltre 18 000 accessi ai laboratori con livello di biosicurezza 3 (BLS-3), si sono registrati 22 casi di incidenti all'interno dei laboratori ma tutto è stato contenuto all'interno dei laboratori con zero rischi al di fuori dei laboratori e, anche successivamente, nessuna malattia o sintomo è stato registrato. Nei laboratori di livello biosicurezza 4 (BLS-4), ci sono stati 8 441 accessi e 29 incidenti tutti contenuti all'interno del laboratorio, registrando 0(zero) potenziali esposizioni biologiche. Anche per i casi dei laboratori di livello 4, non ci sono stati segni di malattia nei periodi successivi.

### Controlli e verifiche
Per mantenere alto lo standard di sicurezza, Agenzie Federali e terze parti supervisionano e ispezionano regolarmente i laboratori e le attività dell'USAMRIID. Questi sono:
- A2LA – American Association for Laboratory Accreditation
- AAALAC – Association for Assessment and Accreditation of Laboratory Animal Care International
- ATF – Bureau of Alcohol, Tobacco, Firearms and Explosives
- CAP – College of American Pathologists
- CDC/DSAT – Centers for Disease Control and Prevention, Division of Select Agents and Toxins
- DEA – Drug Enforcement Agency
- DOJ – Department of Justice
- DOT – Department of Transportation
- EPA – Environmental Protection Agency
- FDA – Food and Drug Administration
- NIH/OBA – National Institutes of Health, Office of Biotechnology Activities
- NRC – Nuclear Regulatory Commission
- OIG – Office of Inspector General
- OSHA – Occupational Safety and Health Administration
- USAMEDCOM – U.S. Army Medical Command
- USDA/APHIS – U.S. Department of Agriculture, Animal and Plant Health Inspection Service

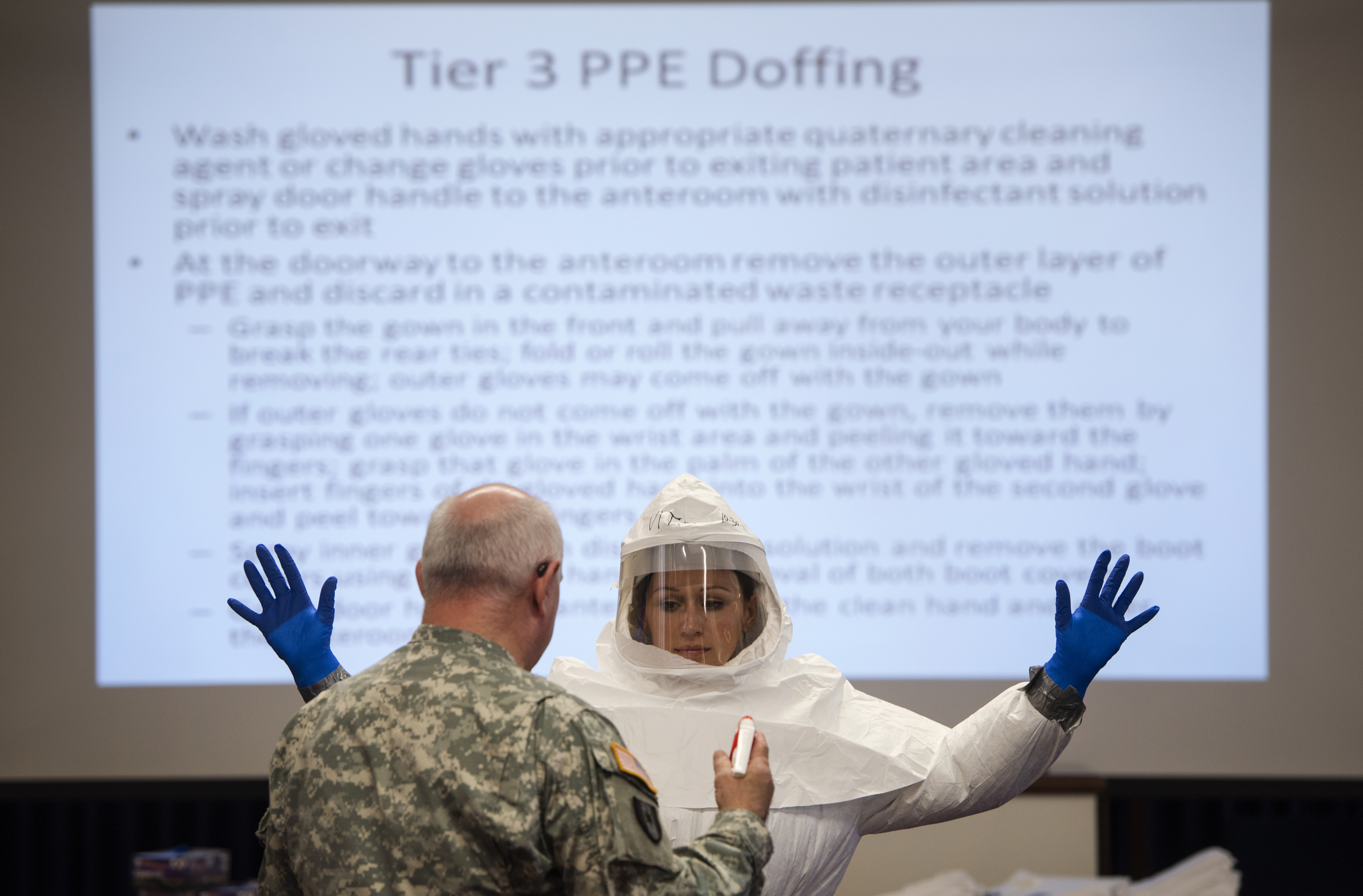
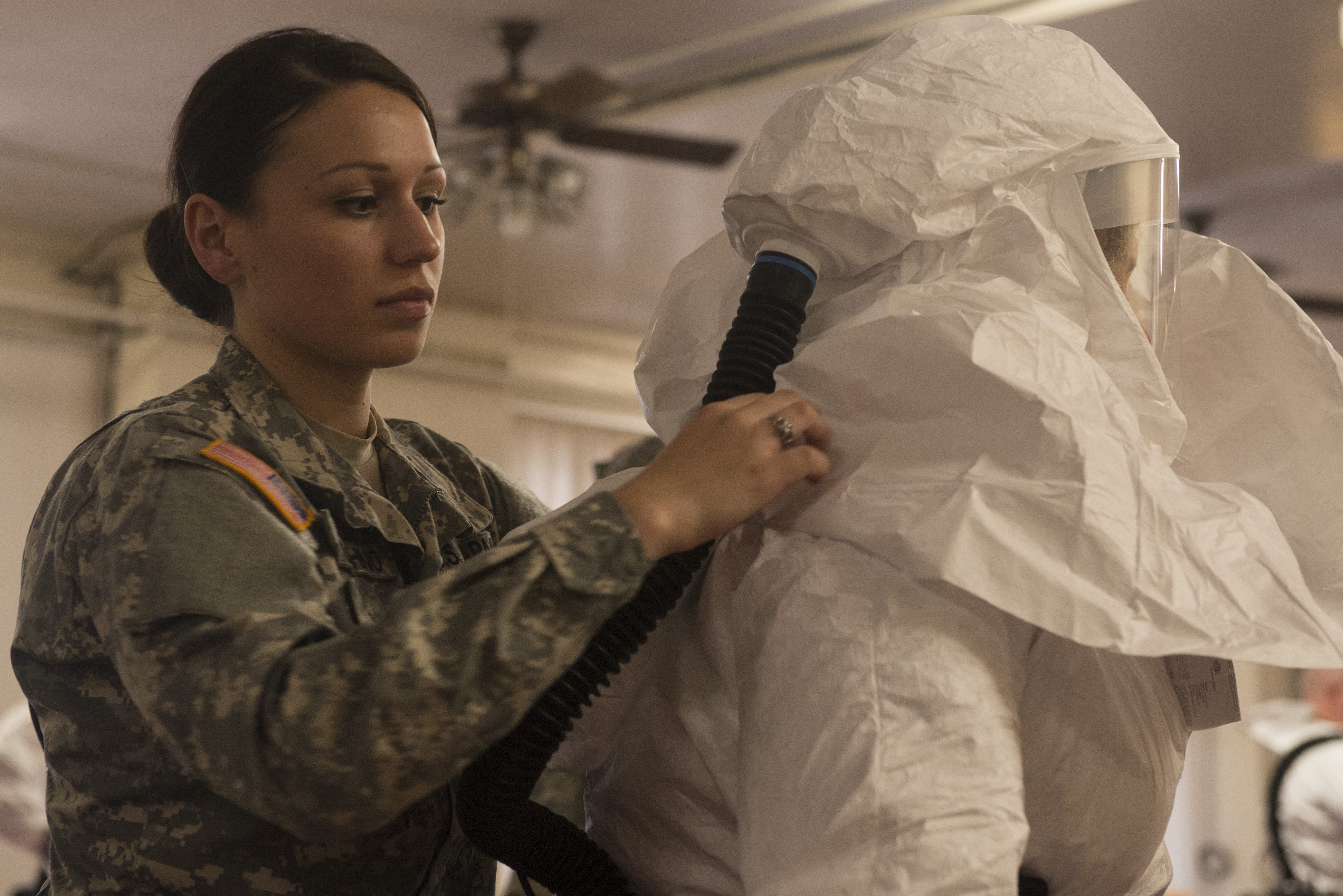
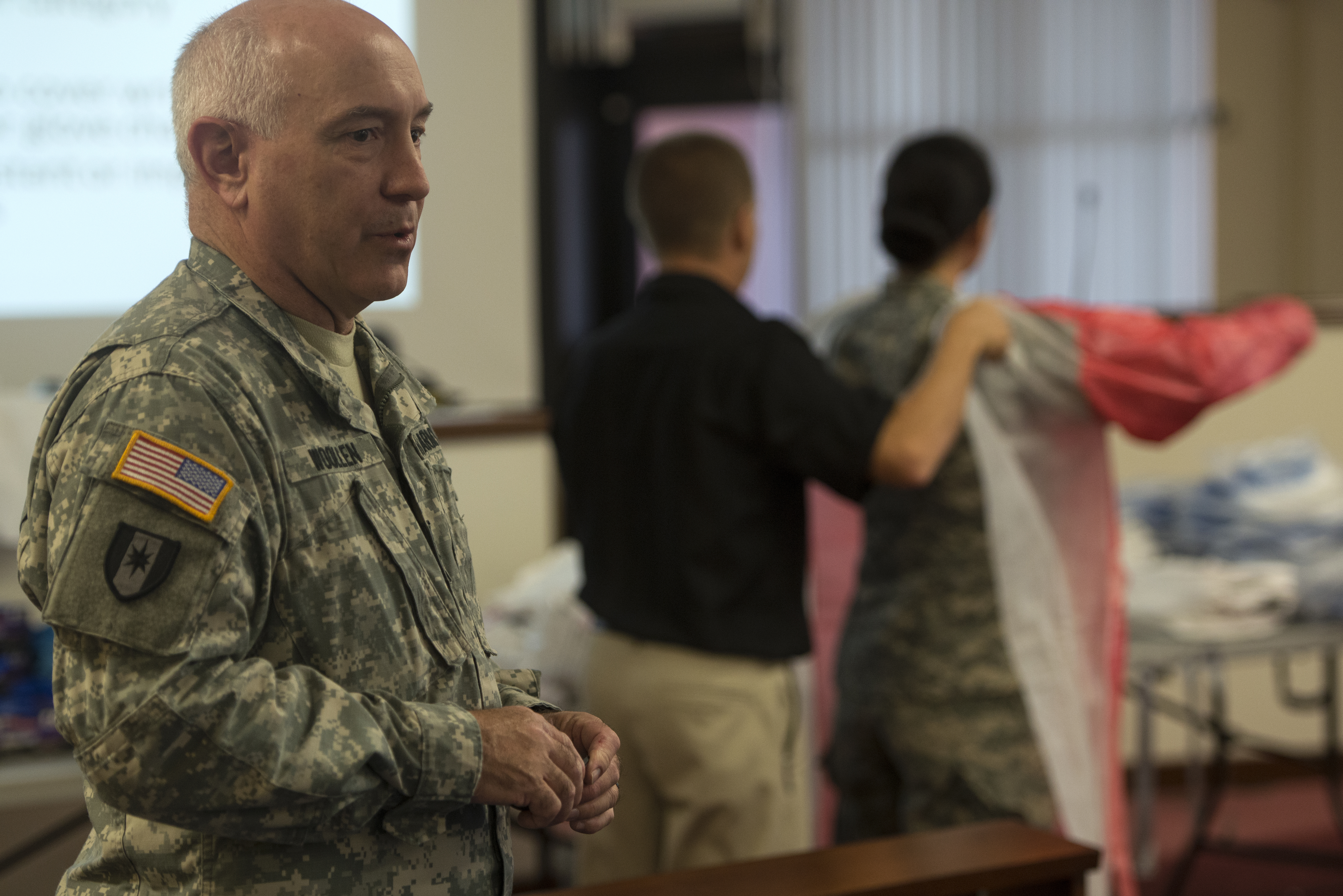
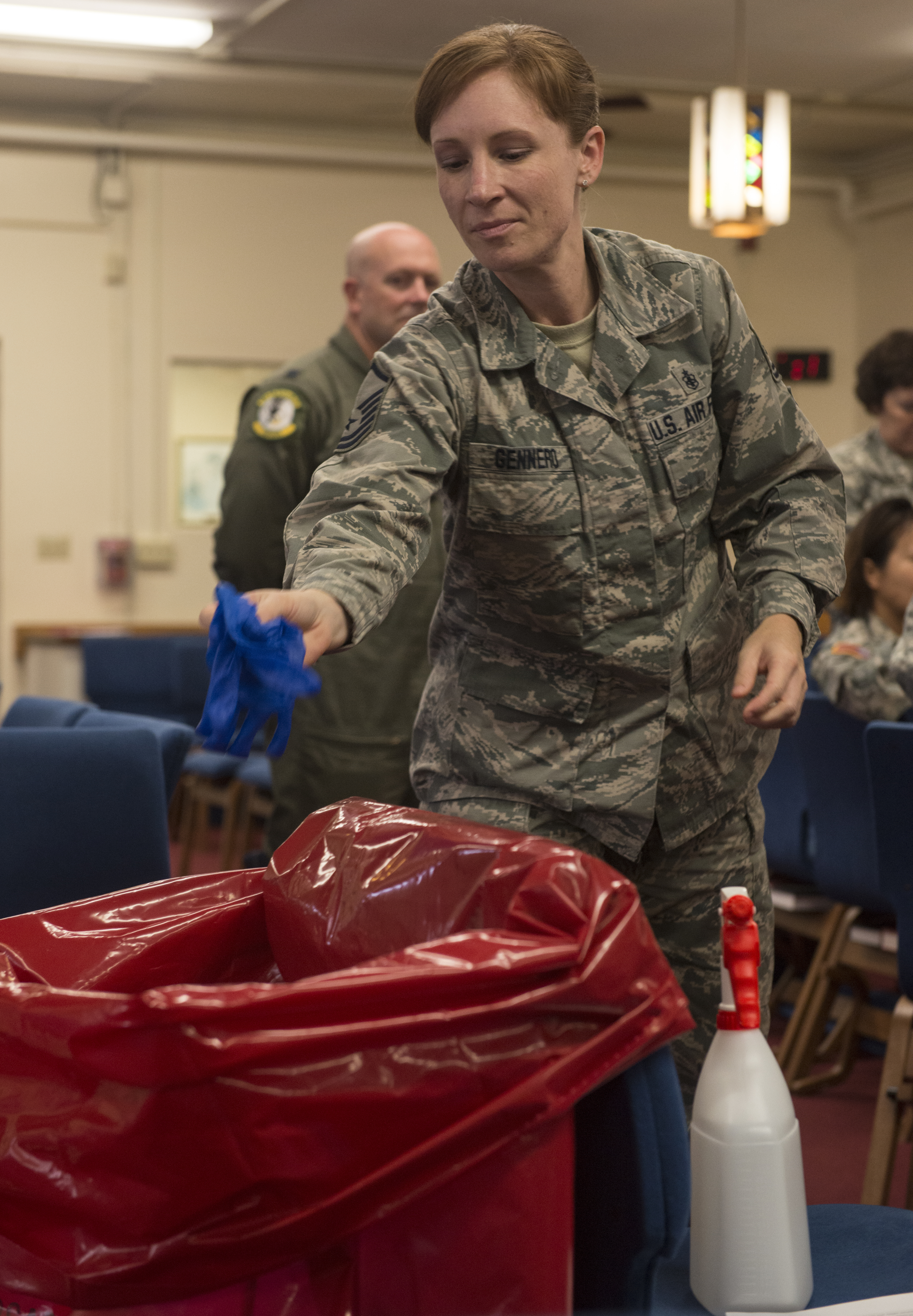

## Comandanti
| Col. Dan Crozier                | 1969 | 1973 |
| Gen. Kenneth R. Dirks           | 1973 | 1973 |
| Col. Joseph F. Metzger          | 1973 | 1977 |
| Col. Richard F. Barquist        | 1977 | 1983 |
| Col. David L. Huxsoll           | 1983 | 1990 |
| Col. Charles L. Bailey          | 1990 | 1990 |
| Col. Ronald G. Williams         | 1990 | 1992 |
| Col. Ernest T. Takafuji         | 1992 | 1995 |
| Col. David R. Franz             | 1995 | 1998 |
| Col. Gerald W. Parker           | 1998 | 2000 |
| Col. Edward M. Eitzen           | 2000 | 2002 |
| Col. Erik A. Henchal            | 2002 | 2005 |
| Col. George W. Korch            | 2005 | 2008 |
| Col. John P. Skvorak            | 2008 | 2011 |
| Col. Bernard L. DeKoning        | 2011 | 2013 |
| Col. Erin P. Edgar              | 2013 | 2015 |
| Col. Thomas S. Bundt            | 2015 | 2017 |
| Col. Gary A. Wheeler            | 2017 | 2019 |
| Col. Darrin Cox                 | 2019 | 2021 |
| Gen. Brig. Constance L. Jenkins | 2021 | oggi |

## Scienziati degni di nota
- CJ Peters, medico e virologo[11][12];
- Lisa Hensley, microbiologa; esperta di vaiolo ed ebola[13];
- William C. Patrick III, microbiologo, ex ispettore UNSCOM[14];
- Richard O. Spertzel, ispettore microbiologo, veterinario e UNSCOM[15];
- Peter B. Jahrling, virologo studioso di vaiolo ed ebola[16].

## USAMRIID nella cultura di massa
- The Hot Zone (romanzo di Richard Preston del 1994) da cui sono tratti i film: Outbreak (1995) e Carriers (1998);
- Potere esecutivo (romanzo di Tom Clancy del 1996);
- Trilogia "Passage" (romanzi di Justin Cronin, 2010-2016), l'USAMRIID occupa i primi capitoli del primo libro della trilogia e posa le basi della storia;
- Secondo episodio (The Gettysburg Virus, 1998) della serie televisiva americana Seven Days;
- La serie televisiva di fantascienza First Wave (1998-2001) fa più cenni all'USAMRIID;
- Il protagonista della serie televisiva Strange World (1999) lavorava all'USAMRIID;
- Nella serie di libri Covert-One di Robert Ludlum (2000-2010), il capitano J. Smith aveva un impiego all'USAMRIID;
- Il protagonista del libro Invasive Procedures (romanzo di Orson Scott Card del 2007) è un virologo presso USAMRIID;
- USAMRIID è stato menzionato nel secondo all'ultimo episodio della Lista Nera;
- Nel film The Bourne Legacy (2012), nei laboratori della USAMRIID (nel film viene citato Fort Detrick) viene scoperta la "mappa" per il potenziamento del corpo umano;
- Nella trilogia C.A.B. 102 (2015-2017) l'USAMRIID compare come centro avanzato per gli studi sul virus;
- USAMRIID è stato descritto nel film di Batman v Superman: Dawn of Justice (2016).